# Ochna afzelii
Espèce
Ochna afzelii est une espèce de plantes à fleurs de la famille des Ochnaceae. C'est un arbre originaire d’Afrique de l'Ouest. Son nom vernaculaire est Kidimbi en kikongo et en yombe et Ngonti en République Démocratique du Congo.

## Description
L'arbre peut atteindre 12 mètres de hauteur. 
Il est présent en Afrique de l’Ouest et notamment au Burundi, en RDC, au Rwanda ou au Zaïre.
Son tronc lisse est de couleur brun-gris et s’écaille parfois. Les branches ont des taches proéminentes sur l'écorce (lenticellées) de couleur pourpre ou brun foncé (rarement dans les tons blancs). 
Les feuilles sont oblancéolées, oblongue-oblancéolées ou elliptiques, mesurant de 4 à 13 cm de long sur 1,5 à 4,5 cm de large, arrondies à l’apex et plutôt fines.
Les fleurs sont à pseudo-ombelles ou à rhachis mesurant jusqu’à 4 mm de long. Les pédicels d’une longueur allant de 0,8 à 3,5 cm de long se rejoignent à la base ou très près de celle-ci. Les sépales sont de forme oblongue-elliptique (4 à 8 mm de long et 2 à 2,5 mm de large en fleur), rondes à l’apex procurant un fruit écarlate à drupe noire allant jusqu’à 7 mm de diamètre. Les pétales variant de blanc à jaune citron sont obovés et mesurent de 7 à 13 mm de long et de 3 à 7 mm de large. Les étamines sont de couleur orange et leur longueur peut aller jusqu’à 2 mm.

## Utilité
D’un point de vue médical, l’écorce est utilisée en décoction pour soigner l’anémie.
Les fruits, fleurs ou graines sont quant à elles administrées par voie orale, friction ou scarification, sous forme de décoction, cendres, organe entier, poudre ou fragment pour les maladies du système génital et digestif, les maladies microbiennes, les syndromes liés à la culture et les maladies du squelette ou douleurs.